# Boom FC
Der Koninklijke Boom Football Club war ein belgischer Fußballverein aus Boom.

## Geschichte
Der Klub gründete sich 1908 als Rupel FC Boom, 1913 erfolgte die Umbenennung in Boom Football Club im Zuge der offiziellen Registrierung. In den 1920er und 1930er Jahren spielte die Mannschaft erstmals zeitweise in der Zweiten Division, war aber teilweise Fahrstuhlmannschaft zwischen zweitem und drittem Spielniveau.
1938 gewann der Klub die Zweitliga-Meisterschaft und stieg erstmals in die Erste Division auf. Aufgrund seines 25. Geburtstags erhielt der Klub in jenem Jahr zudem das Prädikat „Koninklijk“ verliehen. Als Neuling platzierte sich der Verein in der Spielzeit 1938/39 auf dem siebten Platz, anschließend kam der Spielbetrieb aufgrund des Ausbruchs des Zweiten Weltkriegs zum Erliegen. Bei Wiederaufnahme in der Spielzeit 1941/42 wurde der Klub zwar Tabellenletzter, es gab jedoch keinen Abstieg. Anders war es jedoch im folgenden Jahr, wo die Mannschaft gemeinsam mit dem Royal Racing Club de Bruxelles einen Abstiegsplatz belegte.
Zur Spielzeit 1945/46 kehrte der KFC Boom in die Erste Division zurück. Bis zum Wiederabstieg am Ende der Spielzeit 1948/49 hielt sich die Mannschaft in der höchsten Spielklasse. In der Folge spielte der Klub lange Zeit in der Zweiten Division, spielte aber zeitweise erneut nur drittklassig. Nach dem erneuten Aufstieg in die zweite Liga 1971 etablierte sich die Mannschaft dort und schaffte zur Spielzeit 1977/78 als Zweitligameister die Erstliga-Rückkehr, stieg aber am Saisonende gemeinsam mit Cercle Brügge ab.
Nachdem der KFC Boom Mitte der 1980er Jahre zeitweise im Abstiegskampf in der Zweiten Division gestanden hatte, kehrte er gegen Ende des Jahrzehnts in die Spitzengruppe zurück und verpasste teilweise erst in den Aufstiegs-Play-Offs die erneute Erstliga-Rückkehr. In der Spielzeit 1991/92 erreichte er diese als Vierter des Endklassements und blieb dann in den sechs Spielen ungeschlagen, so dass er als Meister der Runde in die Erste Division zurückkehrte. In der Erstliga-Spielzeit 1992/93 gelangen der Mannschaft nur sechs Siege, als Schlusslicht ging es gemeinsam mit Sporting Lokeren wieder zurück in die Zweitklassigkeit.
Der nach dem Abstieg von finanziellen Problemen geplagte KFC Boom beendete die Zweitliga-SPielzeit 1993/94 auf dem letzten Nichtabstiegsplatz und profitierte dabei von einer Erweiterung der Teilnehmerzahl für die folgende Saison. Am Ende der folgenden Spielzeit stand jedoch der erneute Drittligaabstieg an der Seite von Schlusslicht KFC Eeklo. 1996 befand sich der Klub im Insolvenzverfahren, ehe er sich 1998 dem ebenfalls mit finanziellen Problemen kämpfenden Rupel Sportkring anschloss, der sich in der Folge in Rupel Boom FC umbenannte.